# La Maraldina
La Maraldina és una localitat fictícia del llibre de Mercè Rodoreda, La mort i la primavera.
La Maraldina és en si mateixa una muntanya amb un pou, d'on se'n treu un pigment que serveix per pintar de rosa les cases del poble. És on s'hi desenvolupa la major part de la mort i la primavera.
La Maraldina és un poble muntanyenc, amb un riu que hi passa per sota, amb una muntanya partida amb a dalt de tot la casa del senyor i a prop les cases del vessant, una mena de poble fora de la Maraldina. També es considera que la Maraldina no és el poble sinó una muntanya amb un pou, prop del poble, talment dit.